# 17034 Vasylshev
17034 Vasylshev este un asteroid din centura principală de asteroizi.

## Descriere
17034 Vasylshev este un asteroid din centura principală de asteroizi. A fost descoperit pe 22 martie 1999 la Stația Anderson Mesa în cadrul programului LONEOS. Asteroidul prezintă o orbită caracterizată de o semiaxă mare de 2,57 ua, o excentricitate de 0,15 și o înclinație de 8,3° în raport cu ecliptica.